# Rings of Saturn
Rings of Saturn ist eine US-amerikanische Technical-Death-Metal- und Deathcore-Band aus Dublin (Kalifornien), die im Jahr 2009 gegründet wurde.

## Geschichte
Die Band wurde im Jahr 2009 von Lucas Mann gegründet und machte erstmals auf sich aufmerksam, nachdem im Herbst des Jahres das Lied Abducted zum Download zur Verfügung gestellt worden war. Gegen Ende des Jahres folgte das Debütalbum Embryonic Anomaly in Eigenveröffentlichung. Das Album wurde von Bob Swanson in den Mayhemenness Studios in Sacramento produziert, abgemischt und gemastert. Vier Monate später unterzeichnete die Band einen Vertrag bei Unique Leader Records, wo im Mai 2010 das Debütalbum wiederveröffentlicht wurde.
2011 hielt die Band zwei Tourneen ab, ehe 2012 vier weitere Tourneen folgten. Neben drei Konzertreisen im Jahr 2013 erschien im selben Jahr das zweite Album Dingir. Gegen Ende des Jahres verließ Schlagzeuger Jesse Beahler die Band.
Die Band spielte unter anderem bereits zusammen mit Gruppen wie Animals as Leaders, Aborted, Beneath the Massacre, Between the Buried and Me, Cannibal Corpse, Carnifex, Cattle Decapitation, Decapitated, Decrepit Birth, Exhumed, Fleshgod Apocalypse, Goatwhore, Job for a Cowboy, Origin, Periphery, Structures, Suffocation, The Faceless und Veil of Maya.
Nachdem Gitarrist Lucas Mann ihr Label Nuclear Blast bedrohte, löste das Musiklabel den Vertrag mit der Band im April 2021 auf. Einen Monat später gab Sänger Ian Bearer sein Ausscheiden aus der Gruppe bekannt. Die Band kündigte daraufhin an, zukünftig als rein instrumentale Gruppe ohne Sänger weiterarbeiten zu wollen.

## Stil
Laut Tyler Lowery von nocleansinging.com spiele die Band auf Dingir teils Deathcore, bei dem die Riffs an Whitechapel erinnern und teils Technical-Death-Metal-Riffs, die an Obscuras Omnivium erinnern würden. Ebenso sind Passagen mit cleanem Gitarrensound enthalten, welche denen von "The Faceless" ähneln.

## Diskografie
Studioalben:
- 2010: Embryonic Anomaly (Eigenveröffentlichung)
- 2012: Dingir (Unique Leader Records)
- 2014: Lugal Ki En (Unique Leader Records)
- 2017: Ultu Ulla (Nuclear Blast)
- 2019: Gidim (Nuclear Blast)
- 2022: Rings of Saturn (Nuclear Blast)